# Ivacaftor
Ivacaftor, merknaam Kalydeco, is een speciaal ontwikkeld geneesmiddel door de firma Vertex Pharmaceuticals samen met de Amerikaanse Cystic Fibrosis Foundation. Het is het eerste geneesmiddel dat de onderliggende oorzaak van de taaislijmziekte aanpakt. Het wordt wel een wondergeneesmiddel genoemd en het kreeg de titel mee van het belangrijkste geneesmiddel van 2012. Keerzijde is dat het middel maar bij 3-5% van de patiënten werkt. Dit effect is wel weer van tevoren voorspelbaar aan de hand van het genetisch profiel. Het middel ontving in Nederland in 2014 de Galenusprijs.

## Eigenschappen
Ivacaftor versterkt  het cystische fibrose transmembraanconductieregulator (CFTR)-eiwit. Het verhoogt in vitro de CFTR-kanaal-'gating', waardoor het chloridentransport wordt versterkt. Het exacte mechanisme waarmee ivacaftor de 'gating'-activiteit van normale en sommige mutante CFTR-vormen versterkt is niet bekend. Er wordt een significante verbetering in de longfunctie (FEV1) gezien. Het is echter alleen toepasbaar in een beperkte groep van patiënten van 6 jaar (per 2016 beschikbaar vanaf 2 jaar) en ouder die een van de volgende 'gating-' (klasse-III-)mutaties in het CFTR-gen hebben: G551D, G1244E, G1349D, G178R, G551S, S1251N, S1255P, S549N of S549R.

## Dosering
De standaarddosering is 2 maal daags 1 tablet, in te nemen met vet voedsel. Grapefruitsap, pomerans  en andere geneesmiddelen, die sterk interacteren met het CYP3A4, doen de dosering veranderen. Ook leverfunctiestoornis heeft invloed op de dosering. Sterke CYP3A4-remmers kunnen een forse besparing geven door verlaging van de toedieningsfrequentie van dit dure geneesmiddel.

## Kosten
Over de hele wereld zijn er protesten over de kostprijs van het geneesmiddel, ruim $300.000 per jaar. En dat is voor een geneesmiddel dat levenslang moet worden doorgeslikt en dus niet blijvend geneest. In Nederland loopt de aanvraag voor vergoeding sinds september 2014. De onderliggende octrooien werden door de Amerikaanse taaislijmvereniging verkocht aan fabrikant Vertex voor 3 miljard euro.